# Раз ковбой, два ковбой
«Раз ковбо́й, два ковбо́й» — советский рисованный мультипликационный фильм 1981 года режиссёра Анатолия Резникова. Пародия на американский вестерн. Мультфильм получил диплом Международного кинофестиваля 1989 года в Бильбао (Испания).

## Сюжет
Дикий Запад. Известный разбойник Чёрный Джек нападает на поезд, перевозящий золото. И в это же время в шахтёрском городе молодой ковбой пытается подоить свою корову. И у него это получается, да только счастье длилось недолго — на его ферму приходит тот самый Чёрный Джек и отбирает последнее молоко, а самого хозяина выгоняет вместе с коровой. Обиженный ковбой идёт в салун — просить помощи у наёмников. Но даже отъявленные головорезы не могут его поймать и возвращаются со сломанными ногами. Что остаётся ковбою? Только защищать себя самому. Ему согласна помочь только его верная корова. Главному герою всё-таки удаётся поймать разбойника и доставить его к шерифу, но тот даёт ковбою только одну монету.
Ковбой решает напасть на поезд сам. Но в вагоне неожиданно он обнаруживает Чёрного Джека, этапируемого в тюрьму. Они играют в крестики-нолики на раздевание, однако Чёрный Джек всегда проигрывает. Потом корова хватает хвостом всю выигранную одежду и убегает, а ковбой и Чёрный Джек провожают её взглядом.

## Создатели
- Автор сценария — Аркадий Хайт
- Режиссёр — Анатолий Резников
- Художник-постановщик — Вячеслав Назарук
- Оператор — Эрнст Гаман
- Композитор — Борис Савельев
- Звукооператор — Нелли Кудрина
- Роли озвучивал — Андрей Миронов
- Художники-мультипликаторы — Владимир Спорыхин, Борис Тузанович, Валерий Токмаков, Константин Романенко
- Над фильмом работали — Игорь Шкамарда, Игорь Медник, Ирина Черенкова, Лера Рыбчевская, Инна Карп, Галина Черникова, А. Мельник, Александр Брежнев, Ольга Киселёва, Людмила Рубан, Валерия Медведовская, Лидия Варенцова

## История создания
Мультфильм «Раз — ковбой, два — ковбой» изначально задумывался как «олимпийский». По первоначальному варианту сценария пародийные ковбойские драки, стычки и погони происходили ради выигрыша билета на Олимпийские игры в Москву. Однако выяснилось, что сроки не позволят завершить эту картину к Олимпиаде, и работа была законсервирована. Позже Резников с Аркадием Хайтом переписали сценарий, изменив сюжет и исключив из него «олимпийские» мотивы. Фильм был возобновлён и вышел на экран в 1981 году.

## Видеоиздания
Мультфильм неоднократно переиздавался на DVD в сборниках мультфильмов «Раз ковбой, два ковбой…» и «13 историй» (источник — Аниматор.ру).